# Le Poiré-sur-Velluire
 Le Poiré-sur-Velluire  es una población y comuna francesa, en la región de Países del Loira, departamento de Vendée, en el distrito de Fontenay-le-Comte y cantón de Fontenay-le-Comte.

## Demografía
| 739 | 712 | 728 | 693 | 666 | 633 |
| Para los censos de 1962 a 1999 la población legal corresponde a la población sin duplicidades (Fuente: INSEE [Consultar]) |     |     |     |     |     |